# Руй Барруш
Руй Барруш (порт. Rui Barros, нар. 24 листопада 1965, Паредеш) — португальський футболіст, що грав на позиції півзахисника. По завершенні ігрової кар'єри — тренер.
Провів за «Порту» сім сезонів, з них шість разів ставав чемпіоном країни. Крім того виступав за кордоном у «Ювентусі» та «Монако», з якими виграв кілька національних Кубків, а також Кубок УЄФА з італійцями у 1990 році. Також грав за національну збірну Португалії. Футболіст року в Португалії (1988).

## Клубна кар'єра
У дорослому футболі дебютував 1984 року виступами за команд «Спортінг» (Ковільян), в якій провів один сезон, взявши участь у 25 матчах чемпіонату. Звідти він перейшов в інший клуб другого дивізіону чемпіонату Португалії, «Варзім». З цим клубом Барруш вийшов у вищий дивізіон національної першості, де і дебютував з командою у сезоні 1986/87.

Руй Барруш у 1989 році у формі «Ювентуса».

Влітку 1987 року Барруш став гравцем «Порту». За один сезон Руй виграв у складі команди Суперкубок УЄФА, де забив єдиний м'яч у першій грі з «Аяксом», Міжконтинентальний кубок, чемпіонат і Кубок країни. У матчах національної першості він забив 12 голів, а після закінчення сезону був визнаний найкращим гравцем країни.
22 липня 1988 року за 7,5 мільярдів лір перейшов в італійський «Ювентус». У новому клубі футболіст був переведений на позицію треквартісти, не маючи чіткого положення на полі, де мав замінити багаторічного лідера клубу Мішеля Платіні. У першому ж сезоні, граючи у парі з данцем Мікаелем Лаудрупом, португалець забив 15 голів, ставши найкращим бомбардиром команди. У другому сезоні в клубі він допоміг команді виграти Кубок Італії і Кубок УЄФА. З лав «ювентіні» Барруша змусив піти прихід на пост головного тренера команди Луїджі Майфреді, який вирішив повністю змінити склад «бьянконері».
У 1990 році Барруш перейшов в «Монако», куди його запросив Арсен Венгер. Там португалець склав дует нападу разом з Джорджем Веа. У першому ж сезоні футболіст виграв з командою Кубок Франції, а на наступний рік дійшов до фіналу Кубка кубків, але там його команда програла бременському «Вердеру».
У 1993 році Руй підписав контракт з іншим французьким клубом, «Марселем», де став грати із співвітчизником Паулу Футре. Клуб зайняв в чемпіонаті сезону 1993/94 друге місце, але через корупційний скандал був відправлений у Другий дивізіон, після чого більшість футболістів покинули «Марсель», серед них був і Барруш.
1994 року повернувся до клубу «Порту», за який відіграв ще 6 сезонів, в п'яти з яких був гравцем основного складу команди. Він виграв з клубом 5 чемпіонатів країни, 2 Кубка і 3 Суперкубка Португалії. Завершив професійну кар'єру футболіста виступами за команду «Порту» у 2000 році.

## Виступи за збірну
29 березня 1987 року дебютував в офіційних матчах у складі національної збірної Португалії у зустрічі відбору на Євро-1988 з Мальтою (2:2), вийшовши на заміну в другому таймі замість Антоніу Фрашку. В подальшому Руй стабільно грав за збірну, був лідером команди, однак на великі турніри збірна не виходила, проваливши відбори на чемпіонати Європи 1988 та 1992 років, а також чемпіонати світу 1990 та 1994 років.
Лише з п'ятої спроби португальці зуміли вийти у фінальну стадію міжнародного турніру, вигравши разом з Руєм, що провів два матчі, відбіркову групу на Євро-1996, втім у фінальну заявку на турнір Барруш не був включений головним тренером Антоніу Олівейрою.
Останній матч у формі національної команди він провів 14 грудня 1996 року в рамках відбору на чемпіонат світу 1998 році з Німеччиною (0:0). Всього протягом кар'єри у національній команді, яка тривала 10 років, провів у формі головної команди країни 36 матчів, забивши 4 голи.

## Кар'єра тренера
Після завершення кар'єри гравця Барруш залишився працювати в структурі «Порту». Влітку 2005 року головний тренер голландець Ко Адріансе запросив його на посаду свого помічника. А після його відходу у серпні 2006 року навіть двічі в товариських іграх проти англійських клубів «Портсмут» (2:1) і «Манчестер Сіті» (1:0) був виконувачем обов'язки головного тренера команди, а 16 серпня 2006 року в цьому ж статусі привів клуб до перемоги в Суперкубку Португалії. Незважаючи на це досягнення через кілька тижнів на пост головного тренера був призначений Жезуалду Феррейра, а Руй став його помічником і в цьому статусі допоміг клубу виграти три поспіль чемпіонати, а також два Кубки і Суперкубок Португалії. В 2010 році Барруш разом з Феррейрою покинув клуб.
З червня 2010 і по березень 2014 року працював скаутом у «Порту», після чого повернувся на посаду асистента, допомагаючи спочатку Луїшу Каштру, а потім Юлену Лопетегі. Після звільнення останнього у січні 2016 року знову на кілька матчів став виконувачем обов'язки головного тренера.
У червні 2018 року очолив тренерський штаб команди «Порту Б» з другого дивізіону Португалії, де працював до лютого 2021 року.
| Дата       | Місто              | Господарі   | Результат | Гості             | Турнір            | Голи | Примітки |
| ---------- | ------------------ | ----------- | --------- | ----------------- | ----------------- | ---- | -------- |
| 29-3-1987  | Фуншал             | Португалія  | 2 – 2     | Мальта            | Відбір до ЧЄ 1988 | -    | 46'      |
| 23-9-1987  | Стокгольм          | Швеція      | 0 – 1     | Португалія        | Відбір до ЧЄ 1988 | -    | 86'      |
| 20-12-1987 | Аттард             | Мальта      | 0 – 1     | Португалія        | Відбір до ЧЄ 1988 | -    |          |
| 16-11-1988 | Порт               | Португалія  | 1 – 0     | Люксембург        | Відбір до ЧС 1990 | -    |          |
| 25-1-1989  | Афіни              | Греція      | 1 – 2     | Португалія        | товариський матч  | -    |          |
| 29-3-1989  | Лісабон            | Португалія  | 6 – 0     | Ангола            | товариський матч  | -    | 46'      |
| 11-10-1989 | Саарбрюккен        | Люксембург  | 0 – 3     | Португалія        | Відбір до ЧС 1990 | 1    |          |
| 19-12-1990 | Мая                | Португалія  | 1 – 0     | США               | товариський матч  | -    |          |
| 2-9-1992   | Лінц               | Австрія     | 1 – 1     | Португалія        | товариський матч  | -    | 26' 70'  |
| 24-2-1993  | Порт               | Португалія  | 1 – 3     | Італія            | Відбір до ЧС 1994 | -    | 35'      |
| 28-4-1993  | Лісабон            | Португалія  | 5 – 0     | Шотландія         | Відбір до ЧС 1994 | 2    |          |
| 10-11-1993 | Лісабон            | Португалія  | 3 – 0     | Естонія           | Відбір до ЧС 1994 | -    |          |
| 17-11-1993 | Мілан              | Італія      | 1 – 0     | Португалія        | Відбір до ЧС 1994 | -    |          |
| 15-8-1995  | Ешен (Ліхтенштейн) | Ліхтенштейн | 0 – 7     | Португалія        | Відбір до ЧЄ 1996 | -    |          |
| 3-9-1995   | Порт               | Португалія  | 1 – 1     | Північна Ірландія | Відбір до ЧЄ 1996 | -    | 74'      |
| 14-12-1996 | Лісабон            | Португалія  | 0 – 0     | Німеччина         | Відбір до ЧС 1998 | -    | 78'      |
| Усього     |                    | Матчів      | 36        |                   | Голів             | 4    |          |

## Титули і досягнення

### Як гравця
- Чемпіон Португалії (6):

«Порту»: 1987–88, 1994–95, 1995–96, 1996–97, 1998–99, 1999–00
- Володар Кубка Португалії (3):

«Порту»: 1987–88, 1997–98, 1999–00
- Володар Суперкубка Португалії (5):

«Порту»: 1993, 1994, 1996, 1998, 1999
- Володар Кубка Італії (1):

«Ювентус»: 1989–90
- Володар Кубка Франції (1):

«Монако»: 1990–91
- Володар Суперкубка УЄФА (1):

«Порту»: 1987
- Володар Міжконтинентального кубка (1):

«Порту»: 1987
- Володар Кубка УЄФА (1):

«Ювентус»: 1989–90

### Як тренера
- Володар Суперкубка Португалії (1):

«Порту»: 2006

### Особисті
- Футболіст року в Португалії: 1988